# Cắt Aplomado
Cắt Aplomado (danh pháp hai phần: Falco femoralis) là một loài chim thuộc chi Cắt trong họ Cắt (Falconidae).
Loài này có kích thước trung bình, phân bố ở châu Mỹ. Phạm vi tiếp giáp lớn nhất của loài này là ở Nam Mỹ, nhưng không phải trong lưu vực sông Amazon sâu trong nội địa. Nó đã được biết từ lâu với danh pháp Falco fusco-coerulescens hoặc Falco fuscocaerulescens, nhưng những tên này được tin để chỉ tới loài cắt dơi (F. rufigularis).
Đây loài rất thanh mảnh, cánh dài, đuôi dài, kích thước cỡ như con cắt lớn (F. peregrinus) loại nhỏ, dài 30–40 cm (12-16 inch) với sải cánh dài trung bình khoảng 90 cm (36 inch), nhưng trọng lượng chỉ bằng một nửa, khoảng 208-305 g (7,3-10,8 oz) ở con trống và 271-460 g (9,6-16,0 oz) ở con mái.

## Hình ảnh

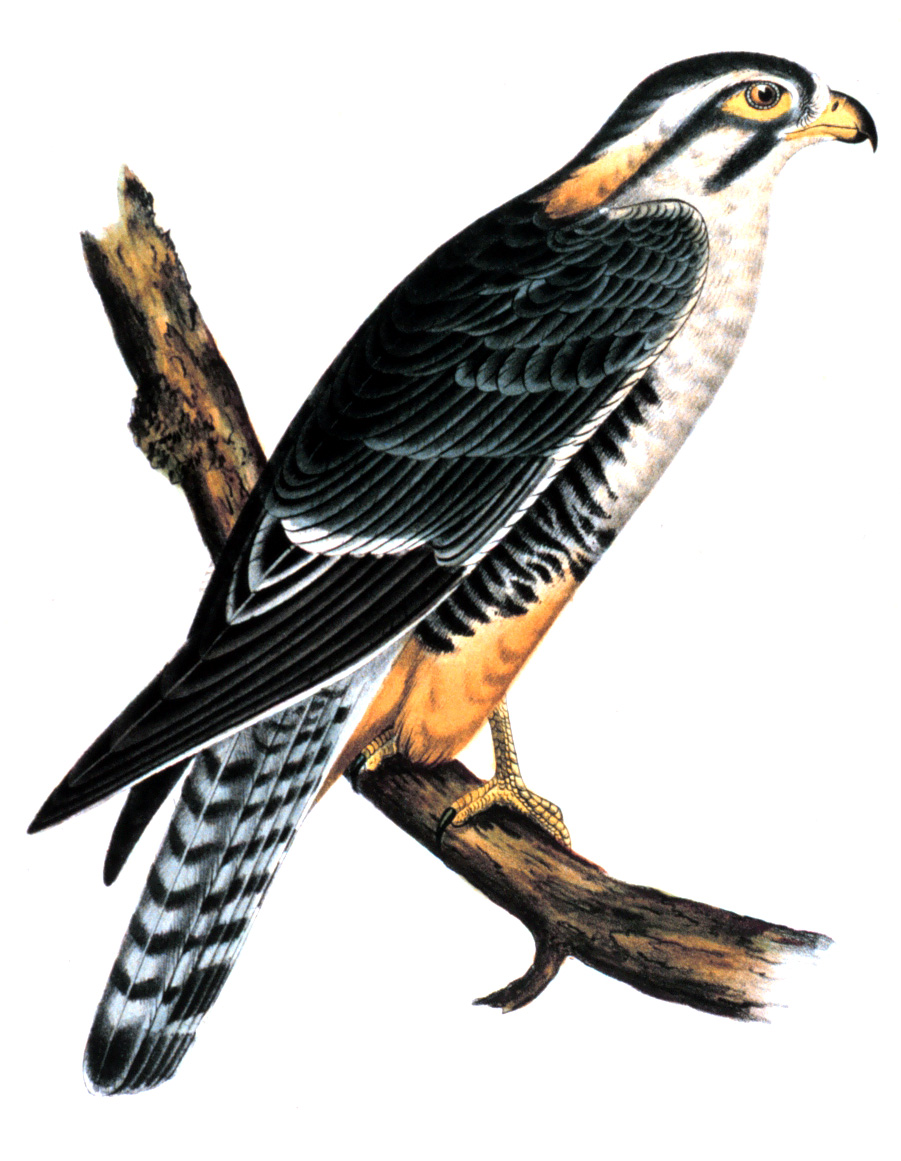
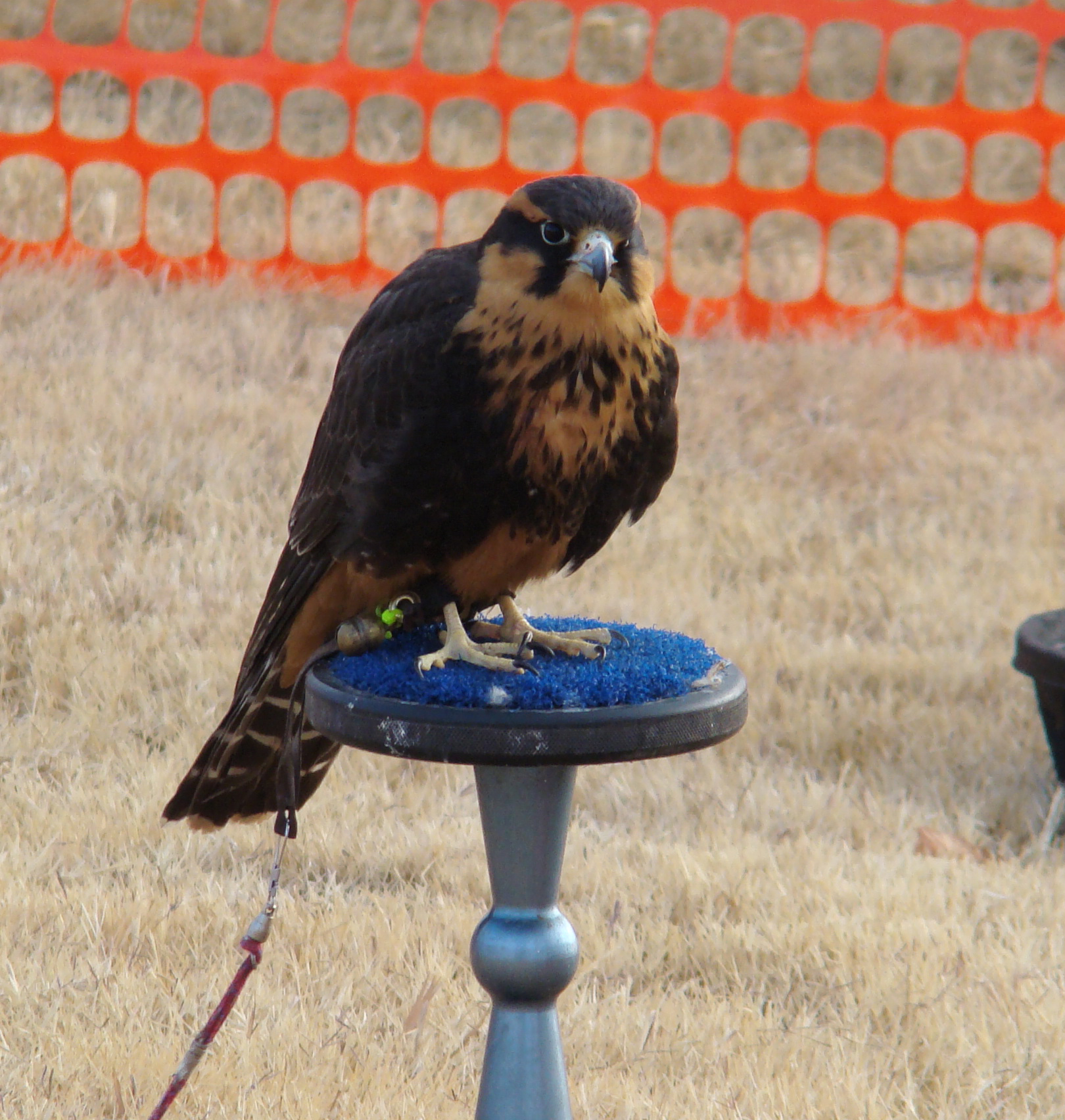
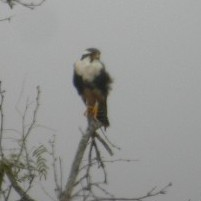